# Blanca Cacereña
La blanca cacereña est une race bovine espagnole.

## Origine
La blanca cacereña est le sujet d'une légende qui la dit amenée en Extremadure par les Romains qui sacrifiaient des taureaux blancs de cette race à Jupiter. Cette hypothèse permet en tout cas d'expliquer sa présence, entourée de races auxquelles elle ne ressemble pas. Des analyses ADN ont permis de déterminer une origine asiatique et même une parenté ancienne avec Bos primigenius indicus, le zébu. Ce métissage n'exclut pas une arrivée correspondant à la légende.
C'est une race de vache en péril d'extinction depuis la mécanisation de l'agriculture et la fin de son utilisation comme animal de trait. Lorsque la race a été reconnue en danger et qu'un plan de préservation s'est mis en place, il ne restait qu'un taureau et cinquante et une vaches. Un registre généalogique bovin, herd-book, est ouvert en 1998. Les effectifs sont passés de 390 têtes de bétail en 1999 à 1 055 en 2013 répartis entre vingt-huit élevages. La gestion de la consanguinité reste une préoccupation et impose le maintien du statut de race en danger.

## Morphologie
La blanca cacereña porte une robe blanche. Des nuances crème existent chez une partie de la race. Chez les jeunes, la couleur est rosée pâle. Les muqueuses sont claires. Le cornage est de fort diamètre chez les mâles et orienté vers le bas. Chez les vaches, les cornes sont plus fines, mais plus longues.
Elle est de taille moyenne, le mâle pesant 900 kg pour 140 cm au garrot et la femelle 500 kg pour 129 cm.

## Aptitudes
Sa présence très ancienne à la région explique sa parfaite adaptation aux rudes conditions de vie : sécheresse estivale, terrains pauvres avec une végétation rare et coriace en sous-bois méditerranéen nommée dehesa. Sa couleur claire renvoie le rayonnement solaire, lui permettant de supporter un rayonnement intensif. Anciennement race de travail, elle a été reconvertie dans la production de viande en élevage extensif en plein air intégral. 
La vache n'est pas très productive avec un intervalle entre vêlage de 465 jours mais est partiellement compensé par la longévité de production, plus de dix ans en moyenne et un élevage rentabilisé par l'absence de besoins en soins vétérinaires : la vache vêle seule, nourrit et protège bien son veau.. Elle est très bien adaptée pour le croisement avec des races bouchères et cette pratique a été mise en place sans prévoir le renouvellement des mères, ce qui a conduit à une population aussi basse. Depuis la création du registre généalogique, elle est élevée en race pure.
Sa viande est réputée de bonne qualité. La fibre musculaire est fine et délicate. Elle bénéficie d'une indication géographique protégée intitulée « Terreña de Extremadura » avec huit autres races élevées dans les mêmes conditions. Cette IGP concerne trois produits. La viande d'adultes est rouge à texture ferme mais fine et gras marbré blanc. Celle des broutards, est un peu plus claire et marbrée. Celle des jeunes veaux est rosée avec un gras couleur crème.

## Sources